# غارويون

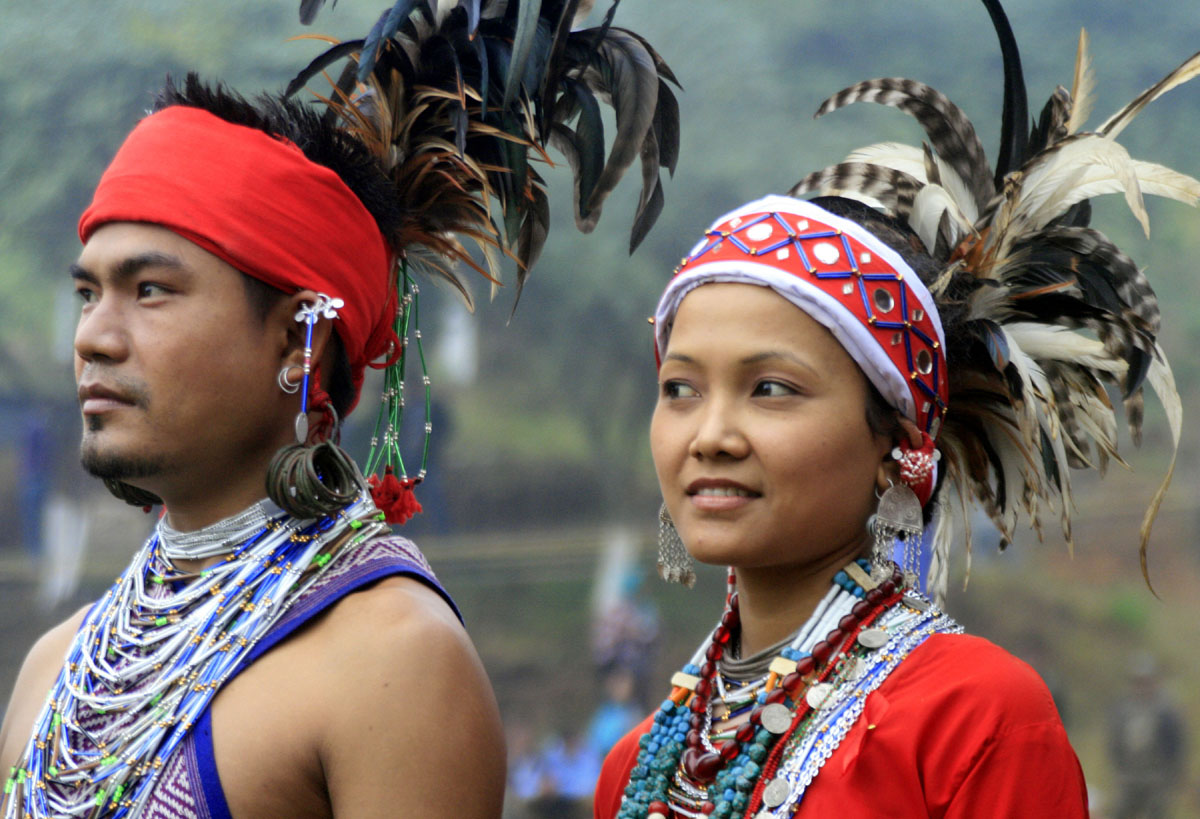
الغارويون بزيهم الفلكلوري

الغارويون هم مجموعة عرقية من البشر تعيش في ولاية ميغالايا شمال شرق الهند وتعتبر ثاني أكبر عرقية فيها بعد الخاسيون ويتواجد البعض منهم أيضا في بنغلاديش، يبلغ عددهم الكلي حسب إحصاء سنة 2001 حوالي مليوني نسمة، ويسمون أنفسهم أتشيك ماندي ومعناه شعب التل، حسب علم الأنثربولوجيا كشفت بأنهم أصولهم من المغول، يدين الغالبية من الغارويون بالديانة المسيحية ويتكلمون باللغة الغاروية.